# 3C 58
3C 58, o 3C58, nota anche come PSR J0205+6449, è un pulsar e resto di supernova probabilmente associata alla supernova SN 1181, situata a circa 10 000 anni luce in direzione della costellazione di Cassiopea. Da studi recenti pare però che potrebbe non essere fisicamente associata al resto di supernova, in quanto quest'ultimo pare avere un'età di diverse migliaia di anni. 
Questa pulsar si contraddistingue per la sua alta velocità di rotazione di circa 15 volte al secondo, ed è sempre stata considerata una stella di neutroni, tuttavia possiede un'alta velocità di raffreddamento che non può essere spiegata dalle attuali teorie di formazione delle stelle di neutroni. 
Questo inspiegabile raffreddamento eccessivo e la sua probabile composizione di materia ultra densa, hanno suggerito che invece di una stella di neutroni, possa trattarsi di un'esotica stella di quark, o stella strana.